# 田島大地
田島 大地（たじま だいち、1975-）は、日本のシェフ。株式会社GARLAND代表で、同社の運営するカフェレストランバーKong TongおよびレストランContent Restaurantのオーナーシェフを務める。

## 略歴
1975年生まれ。ホテルのレストランで修業を積み、2000年にフードプロデューサーとして活動し始める。2003年、自身初となるカフェレストランバー「Kong Tong」を東京都三宿に開業。当時は「現代的な洋食」をテーマとしており、首都高速に臨む立地や空間デザインにもこだわった。のちに田島は「家族や仲間とわいわい楽しめるんだけれど料理は上質」であるようなレストランを作りたかったと語っている。
2009年には、東京都現代美術館に「サステナブルな食」を目指すレストラン「Content Restaurant」を出店。また、経営するレストランのみならず東京都中目黒「1LDK」内の「Taste AND Sense」や青山のTERSECT B「INTERSECT BY LEXUS」の飲食監修を担当するなど、フードプロデューサーとしても多様な方面での活動を行っている。